# Bochow (Groß Kreutz)
Bochow è una frazione (Ortsteil) del comune tedesco di Groß Kreutz (Havel), nel Land del Brandeburgo.

## Storia
Nel 2003 il comune di Bochow venne soppresso e aggregato al comune di Groß Kreutz (Havel).

## Amministrazione
La frazione di Bochow è rappresentata da un consiglio di frazione (Ortsbeirat) di 3 membri.